# Президентские выборы во Франции (2002)

Относительное большинство в первом туре; светло-синий цвет — Ширак, тёмно-синий — Ле Пен, розовый — Жоспен

На французских президентских выборах 2002 года главный соперник действующего президента республики Жака Ширака премьер-министр Франции социалист Лионель Жоспен неожиданно не прошёл во второй тур, уступив в первом туре 21 апреля менее одного процентного пункта ультраправому кандидату, лидеру Национального фронта Жан Мари Ле Пену. Это второй случай в послевоенной истории Франции, когда левые потерпели поражение в первом туре президентских выборов (первый раз в 1969, когда во второй тур вышли голлист Жорж Помпиду и центрист Ален Поэр).
На поражение Жоспена отчасти повлияла распылённость левого электората (например, три кандидата-троцкиста — Оливье Безансно, Арлетт Лагийе и Даниэль Глюкштейн — набрали в совокупности 10 % голосов, то есть почти 3 миллиона голосов; в то же время, Робер Ю от Французской коммунистической партии получил рекордно низкий для своей партии результат — менее 4 %), отчасти непопулярные антисоциальные реформы и вялая избирательная кампания, а также самый высокий с 1969 уровень неявки избирателей. Успех Ле Пена стал частью общеевропейской тенденции усиления националистов. Путь к президентскому олимпу лидер Национального фронта начал в 1974 и с тех пор неуклонно улучшал свой результат с 0,74 % до 15 % в 1995.
За Ле Пеном закрепилась репутация расиста и демагога, хотя он не был самым радикальным (2,3 % голосов получил ещё более правый Брюно Мегре). Ле Пен выступал под лозунгами защиты от криминала и усиления Франции на международной арене. В его программе содержались положения о высылке нелегальных иммигрантов, ограничении избирательных прав иностранцев, отмене автоматического приобретения гражданства, выходе из Маастрихского договора и Шенгенских соглашений, а также проведение референдумов о введении смертной казни и отмене евро. Наилучшие результаты Ле Пен показал в восточных департаментах Франции вдоль границы (получив там относительное большинство).

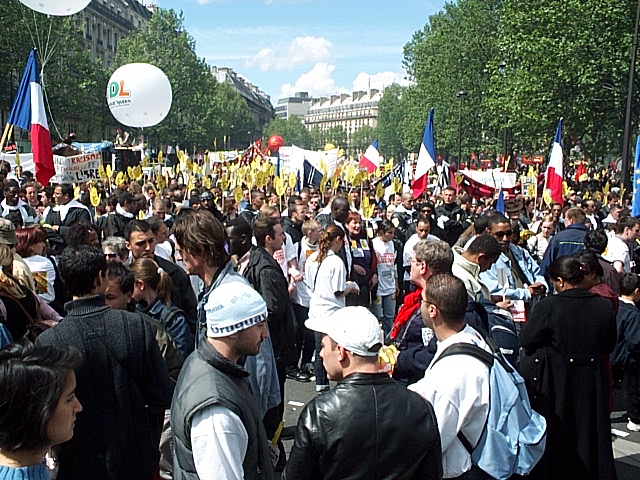
Антилепеновская демонстрация 1 мая 2002 г.

Выход националиста и еврофоба во второй тур вызвал шок, как в самой Франции, так и за её пределами. В крупных городах страны прошли многотысячные антилепеновские митинги, в том числе приуроченные к 1 мая (в знак единства нации на ней выставлялись не красные флаги, а государственные). Ведущие мировые деятели выступили с озабоченными заявлениями. Некоторые израильские политики даже призвали евреев срочно уезжать из Франции. Мировая пресса изобиловала апокалиптическими комментариями и предвещала угрозу неонацизма. Зазвучали утверждения о «болезни Франции», дефектах её избирательной системы и «ответственности избирателей». Свою поддержку Ле Пену выразили другие ультраправые европейские политики, такие как Йорг Хайдер в Австрии и Владимир Жириновский в России.
В этой ситуации положение Жака Ширака чрезвычайно облегчилось; не только его умеренно правые оппоненты, но и практически все левые призвали либо поддержать Ширака как «меньшее зло», либо мобилизоваться против Ле Пена. Он без труда получил подавляющее большинство голосов во втором туре 5 мая. Его соперник смог улучшить свой результат лишь незначительно (менее, чем на 1 %). Однако результаты второго тура наглядно продемонстрировали, что Национальный фронт имеет уверенный электорат, готовый голосовать за его лидера снова и снова. Это были единственные всенародные президентские выборы во Франции, где во втором туре один и тот же кандидат победил во всех департаментах.

## Результаты
| Кандидат                         | Кандидат                    | Субьект выдвижения                    | Первый тур | Первый тур | Второй тур | Второй тур |
| Кандидат                         | Кандидат                    | Субьект выдвижения                    | Голосов    | %          | Голосов    | %          |
| -------------------------------- | --------------------------- | ------------------------------------- | ---------- | ---------- | ---------- | ---------- |
|                                  | Жак Ширак                   | Объединение в поддержку республики    | 5 665 855  | 19,88      | 25 537 956 | 82,21      |
|                                  | Жан-Мари Ле Пен             | Национальный фронт                    | 4 804 713  | 16,86      | 5 525 032  | 17,79      |
|                                  | Лионель Жоспен              | Социалистическая партия               | 4 610 113  | 16,18      |            |            |
|                                  | Франсуа Байру               | Союз за французскую демократию        | 1 949 170  | 6,84       |            |            |
|                                  | Арлетт Лагийе               | Рабочая борьба                        | 1 630 045  | 5,72       |            |            |
|                                  | Жан-Пьер Шевенман           | Движение граждан                      | 1 518 528  | 5,33       |            |            |
|                                  | Ноэль Мамере                | Зелёные                               | 1 495 724  | 5,25       |            |            |
|                                  | Оливье Безансно             | Революционная коммунистическая лига   | 1 210 562  | 4,25       |            |            |
|                                  | Жан Сен-Жосс                | Охота, рыбалка, природа, традиции     | 1 204 689  | 4,23       |            |            |
|                                  | Ален Мадлен                 | Либеральная демократия                | 1 113 484  | 3,91       |            |            |
|                                  | Робер Ю                     | Французская коммунистическая партия   | 960 480    | 3,37       |            |            |
|                                  | Бруно Мегре                 | Национальное республиканское движение | 667 026    | 2,34       |            |            |
|                                  | Кристиан Тобира             | Радикальная левая партия              | 660 447    | 2,32       |            |            |
|                                  | Корин Лепаж                 | Участие – 21 век                      | 535 837    | 1,88       |            |            |
|                                  | Кристин Бутен               | Форум социальных республиканцев       | 339 112    | 1,19       |            |            |
|                                  | Даниэль Глюкштейн           | Партия трудящихся                     | 132 686    | 0,47       |            |            |
| Действительных бюллетеней        | Действительных бюллетеней   | Действительных бюллетеней             | 28 498 471 | 96,62      | 31 062 988 | 94,61      |
| Недействительных бюллетеней      | Недействительных бюллетеней | Недействительных бюллетеней           | 997 262    | 3,38       | 1 769 307  | 5,39       |
| Всего бюллетеней                 | Всего бюллетеней            | Всего бюллетеней                      | 29 495 733 | 100,00     | 32 832 295 | 100,00     |
| Явка избирателей                 | Явка избирателей            | Явка избирателей                      | 41 194 689 | 71,60      | 41 191 169 | 79,71      |
| Источник:Первый тур · Второй тур |                             |                                       |            |            |            |            |